# Mathieu Jompie
Billboard (nascido como Mathieu Jomphe) é um compositor e produtor musical canadense. Já produziu faixas de artistas como Britney Spears, Kesha e Robyn.

## Faixas produzidas
| Ano  | Artista        | Álbum        | Canção                 | Detalhes                   |
| ---- | -------------- | ------------ | ---------------------- | -------------------------- |
| 2010 | Kesha          | Cannibal     | "Animal"               | Remixer                    |
| 2010 | Kesha          | Cannibal     | "Cannibal"             | Co-compositor, co-produtor |
| 2010 | Robyn          | Body Talk    | "Call Your Girlfriend" | Co-produtor                |
| 2010 | Robyn          | Body Talk    | "Get Myself Together"  | Co-produtor                |
| 2010 | Robyn          | Body Talk    | "Stars 4-Ever"         | Co-produtor                |
| 2011 | Britney Spears | Femme Fatale | "Hold It Against Me"   | Co-compositor, co-produtor |